# Zisa-Ingastone
Zisa-Ingastone è la ventunesima unità di primo livello di Palermo.
È situata nella zona centrale della città; fa parte della V Circoscrizione.